# Acianthera panduripetala
Acianthera panduripetala là một loài phong lan.

## Hình ảnh

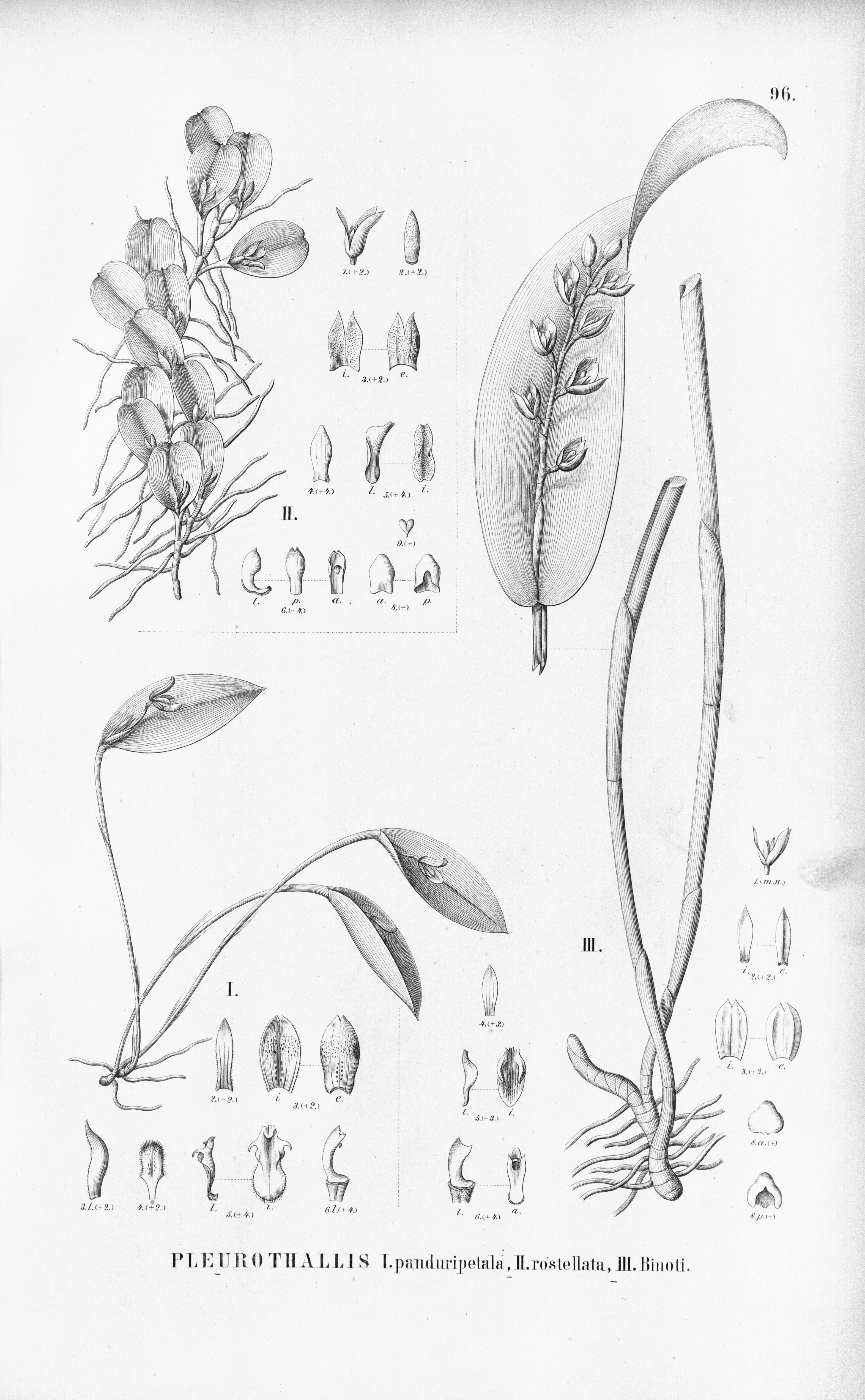
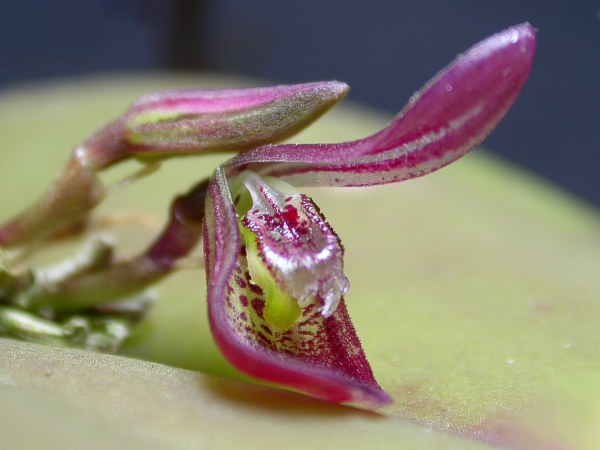
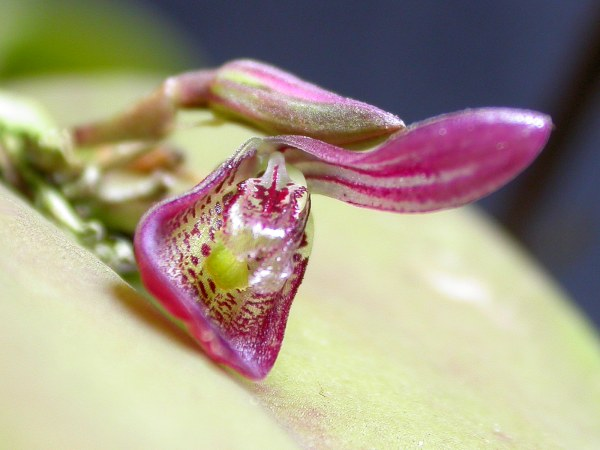
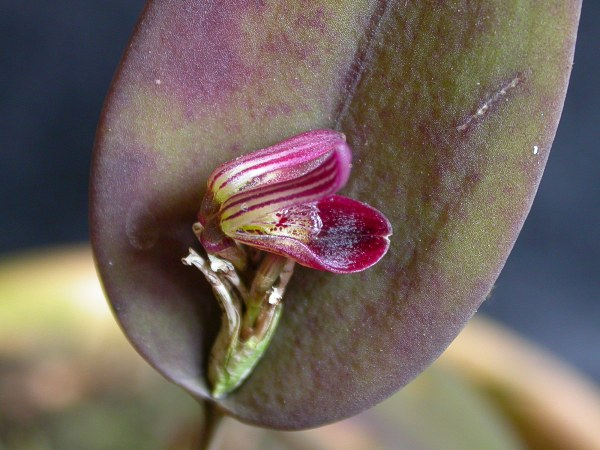